# 320790 Anestin
320790 Anestin è un asteroide della fascia principale. Scoperto nel 2008, presenta un'orbita caratterizzata da un semiasse maggiore pari a 2,5852241 UA e da un'eccentricità di 0,1634355, inclinata di 17,02537° rispetto all'eclittica.